# Mimi Rogers
Mimi Rogers (Coral Gables, Florida, 27 de gener de 1956) és una actriu estatunidenca que va aconseguir la fama amb la seva participació en la pel·lícula L'ombra del testimoni de 1987. Ha produït diversos telefilms i és una jugadora de pòquer de competició.

## Biografia
Mimi Rogers (nascuda Miriam Spickler) va néixer al General Hospital de la ciutat de Coral Gables, situada al comtat de Miami-Dade de l'estat de Florida als Estats Units. És filla de Philip C. Spickler, enginyer civil, i Kathy Talent, especialitzada en dansa i teatre.
El seu pare era jueu i la seva mare episcopaliana; ell es va involucrar amb la Cienciologia abans que Mimi nasqués, i l'organització va formar part de la seva educació.
La família va viure a Virgínia, Arizona, Michigan i Anglaterra, i després del divorci dels seus pares quan ella tenia set anys es va mudar a Califòrnia al costat del seu germà i la seva mare i es va establir a Los Angeles. A l'edat de catorze anys, Rogers va acabar la seva educació formal i es va graduar de l'escola secundària. Més tard va treballar en un hospital per a pacients incapacitats fora de Palo Alto (Califòrnia), i durant sis anys va treballar a mitja jornada com a treballadora social implicada en l'assessorament sobre abús de substàncies.

## Carrera professional
A principis de la dècada de 1980 va fer els seus primers treballs com a actriu en televisió, participant en sèries com ara Hill Street Blues, Quincy, M.E. i Magnum, P.I. També se la va poder veure en pel·lícules produïdes per TV, com Divorce Wars, Hear No Evil, The Rousters i en el thriller Hider in the House, al costat de Gary Busey.
El 1987 va protagonitzar al costat de Tom Berenger el film dirigit per Ridley Scott L'ombra del testimoni, en què va encarnar una dona d'alta societat testimoni d'un assassinat. D'altra banda, el matrimoni amb una jove però ja establerta estrella de cinema, Tom Cruise, va posar l'actriu en el centre de l'escena hollywoodenca.
El seu matrimoni amb el famós actor va acabar el febrer de 1990 i Mimi es va llançar directament a la feina, participant en projectes com The Doors i Perillosament units. El 1991 va protagonitzar la controvertida The Rapture, un film de Michael Tolkin que analitza la religió als Estats Units, on va representar una operadora telefònica que decideix canviar la seva vida promíscua per una de devota religiositat. Aquest paper li va valer una nominació a la millor actriu protagonista en els Premis Independent Spirit.
Admirada per la seva voluptuosa figura, l'actriu va prendre l'oportunitat per lluir-la en la revista Playboy el 1993, on també va concedir una entrevista en què va parlar sobre la seva carrera i el seu fallit matrimoni amb Tom Cruise. També se la va poder veure pràcticament nua en el film de 1995 Full Body Massage, en el qual es mostra sense roba durant gairebé tota la pel·lícula.
L'actriu va obtenir papers en pel·lícules com ara L'amor té dues cares, protagonitzada per Barbra Streisand, i després de diversos anys sense grans èxits de taquilla, Rogers va obtenir un paper a Austin Powers (1997), en què interpretava una atractiva agent de l'any 1960, mare del personatge que va compondre Elizabeth Hurley. Aquest mateix any va produir el seu primer film per a televisió, Tricks, i a l'any següent va poder veure-se-la protagonitzant la pel·lícula Perduts en l'espai, remake de la sèrie dels anys seixanta, així com també fent aparicions en la cinquena i sisena temporada de la reeixida sèrie The X-Files.
En els anys següents va fer aparicions en diverses sèries per a televisió, com ara En Dawson creix, Las Vegas i Hope & Faith. El 2003 va començar a competir en tornejos de pòquer, com ara el World Poker Tour i el World Series of Poker, dels quals es va retirar amb guanys. L'actriu forma part de la junta de directors de World Poker Tour.
Més endavant, va participar en films com Una dona difícil (2004), Big Nothing (2006), Si vols de debò... (2012) i The Wedding Ringer (2015), en sèries televisives (The Loop i My Boys, entre altres) i en les pel·lícules per a televisió The Stranger Game (2006), Storm Cell (2008) i Falling Up (2009). La seva darrera aparició a la pantalla gran va ser amb el títol Affairs of State, el 2018, ja que ha centrat la seva carrera en la televisió, on ha interpretat el personatge de Honey Chandler a les sèries Bosch (2015–2021) i Bosch: Legacy (2022).

## Vida privada
Al començament de la seva carrera com a actriu, Rogers i Kirstie Alley vivien juntes.
Ha estat casada tres vegades. El seu primer matrimoni va ser el 21 d'agost de 1976 amb Jim Rogers, conseller de l'Església de la Cienciologia, i en va prendre el cognom; es van divorciar el setembre de 1980. Aleshores va mantenir una relació sentimental amb l'actor Emilio Estevez. El 9 de maig de 1987 es va casar amb l'actor Tom Cruise; la parella es va separar a finals de 1989 i es va divorciar el febrer de 1990 atesa la voluntat d'ell de mantenir-se cèlibe i d'esdevenir monjo. Es creu que va ser Rogers qui va introduir Cruise a la Cienciologia.
El 2003 va contreure matrimoni per tercera vegada; aquest cop amb la seva parella de més de 10 anys, el productor Chris Ciaffa, a qui havia conegut l'abril de 1990 al rodatge de Fourth Story. Ciaffa és el pare dels seus dos fills: Lucy (nascuda el 1994) i Charlie (nascut el 2001).
Rogers ha contribuït a les campanyes del Partit Demòcrata estatunidenc.
Ha abandonat l'Església de Cienciologia i ha estat descrita en informes dels mitjans de comunicació com una antiga membre de l'església.